# Molinillo (tárgy)

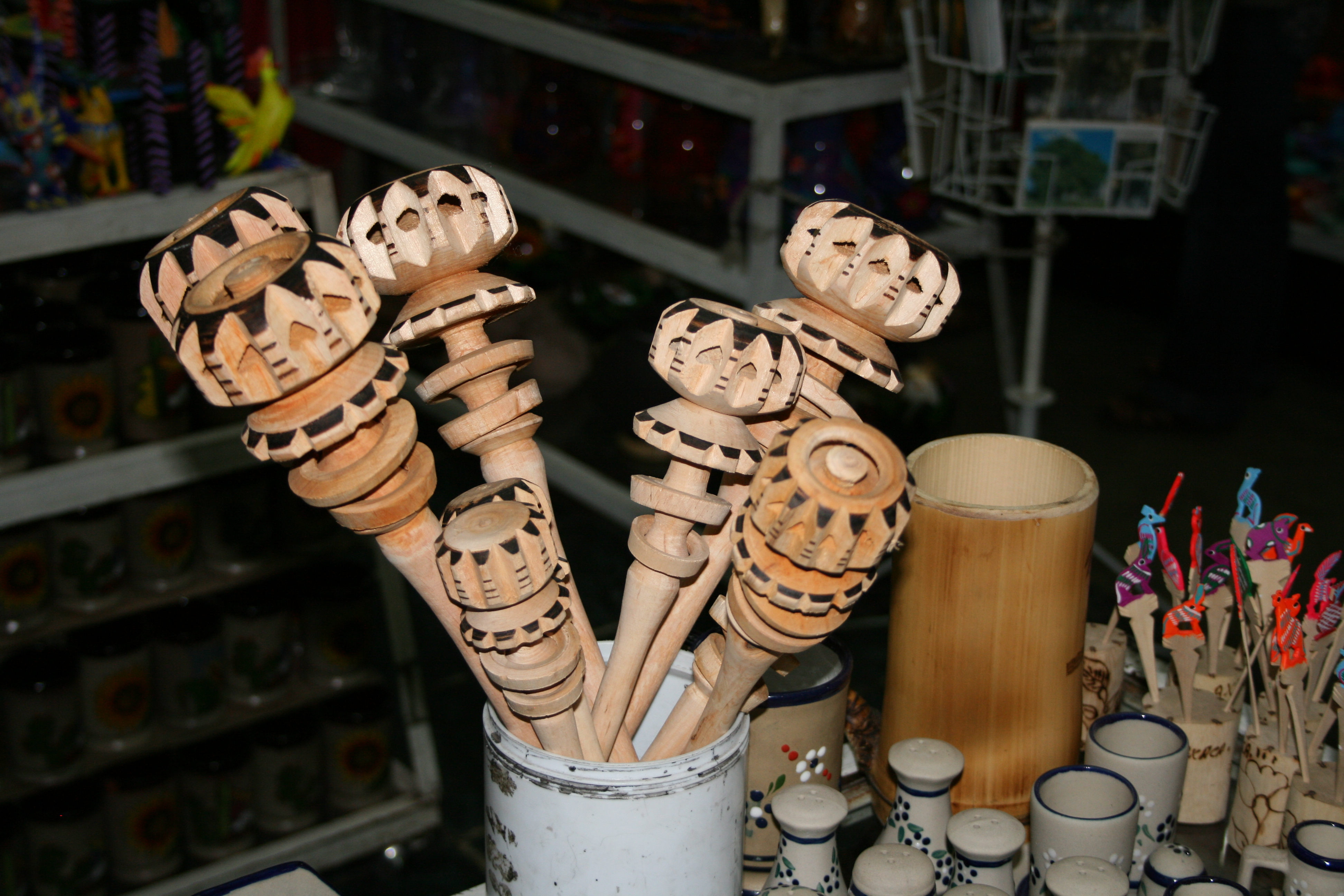
Molinillók

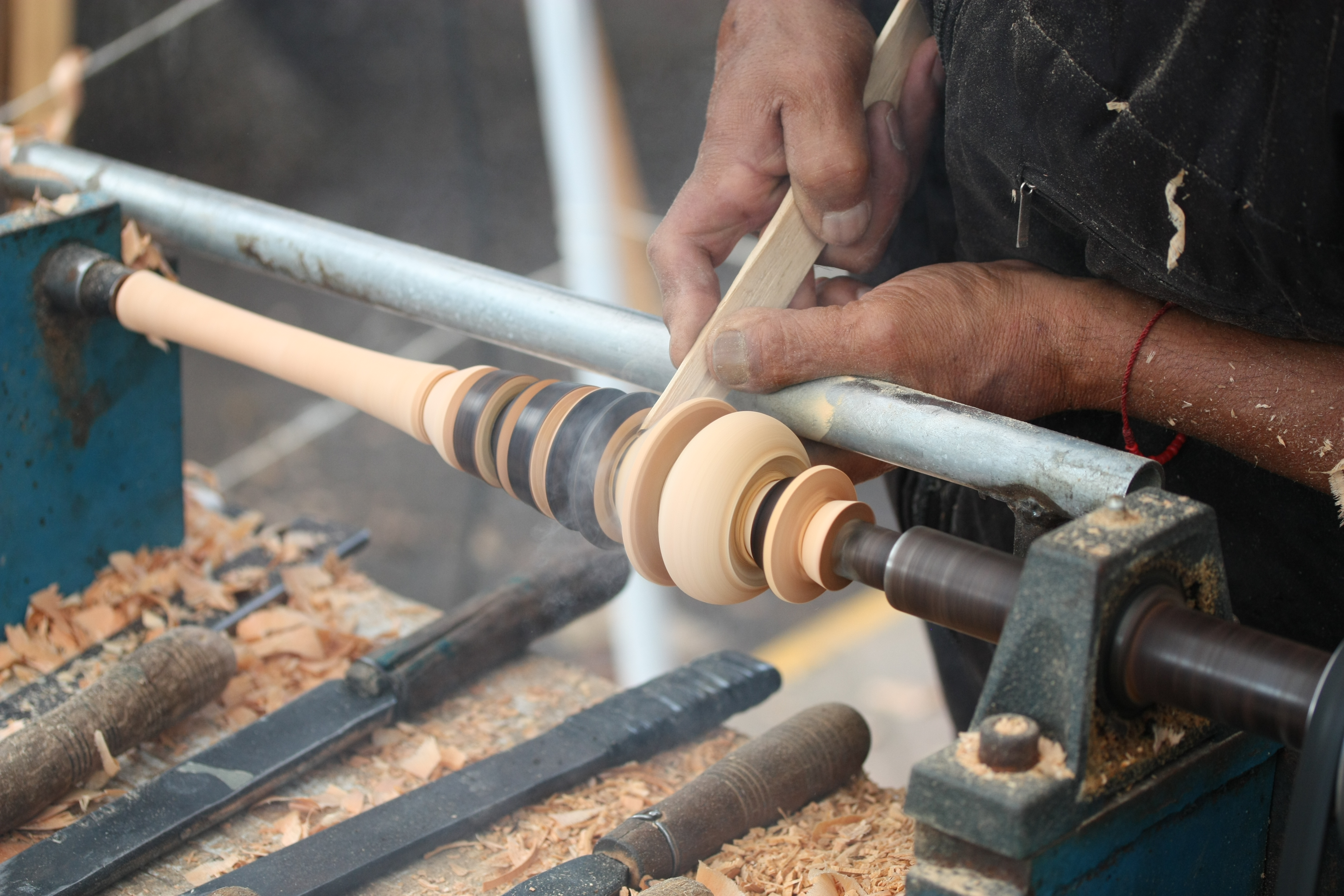
Molinillo készítése

A molinillo egy habosításra használt konyhai eszköz. Latin-Amerikában terjedt el, másik neve batirol vagy batidor. Hagyományosan faragott fából készül. Elsősorban italok, úgy mint forró csokoládé, atole, kakaó és champurrado készítésére használatos. A molinillót a tenyerek közt tartva, a tenyerek összedörzsölésével forgatják, és a molinillo forgása habosítja az italt, amelybe belehelyezték.

## Története
Mexikóban már a spanyolok megérkezése előtt is készítettek különféle eszközöket a csokoládé felverésére. Már a Firenzei kódexben található róluk egy ábrázolás, Alonso de Molina 1517-es szótárában pedig megjelenik az aneloloni navatl nyelvű szó, amely valami hasonló eszközt jelöl. A gyarmati korban előfordult, hogy mexikói fából készült csokoládéhabosító eszközöket szállítottak hajón Spanyolországba. Lehetséges, hogy a molinillo szó a spanyol nyelvű moler („őröl”) szóból ered, mivel a kakaó felverése nagyon hasonlított a Leonardo da Vinci által tervezett borsőrlők használatához, amelyek rajzai akkoriban bejárták Európát.
Ma, bár a kakaó magas ára miatt kevesebb csokoládét fogyasztanak a különböző latin-amerikai népcsoportok, mégis sokan készítenek saját molinillókat a környezetükben megtalálható anyagokból. Készül molinillo nádból, fémből, csontból, valamint sokféle fából, például cedrelából, madroñóból, jaboncillóból, pasaakból, Alnus jorullensisből és magyaltölgyből is.